# Ahmed Aassid
Ahmed Aassid, scritto anche Ahmed Assid (in arabo أحمد عَصيد‎?, Aḥmad ʿaṣīd; in berbero Ḥmad Ɛaṣiḍ; Taourmit, 14 luglio 1961), è un filosofo, scrittore e attivista berbero con cittadinanza marocchina; si è distinto nell'esprimere posizioni laiche e berberiste.

## Biografia
Originario di una famiglia di modesta condizione degli Aït Baamrane del Sous, conduce gli studi dapprima a Kenitra, dove ottiene il baccalaureato, e successivamente alla facoltà di lettere e scienze umane dell'Università di Rabat, dove nel 1984 si laurea in filosofia.
Autore di numerosi scritti, tra cui diverse raccolte di poesie in lingua berbera, è da tempo impegnato nelle battaglie civili per il riconoscimento e la valorizzazione della sua lingua e cultura di origine. Dal 1982 ha militato nell'Association Marocaine de Recherches et d'échanges Culturels, di cui è stato segretario generale; è un membro fondatore del Forum de la citoyenneté, del Qutb al-Dimuqrati e della Maison de la Poésie du Maroc; dal 2002 è membro dell'Institut Royal de la Culture Amazighe, nel quale Aassid riveste da un lato l'incarico di docente di filosofia del pensiero islamico e di ricercatore al Centro di studi artistici, letterari e audiovisivi, dall'altro è impegnato, nell'ambito della riforma costituzionale del Marocco, a far riconoscere il berbero come una lingua nazionale nonostante l'ostilità dei maggiori partiti politici.
Oltre che per i suoi scritti sulla cultura berbera, Aassid è molto conosciuto per la sua attività poetica. Ha infatti composto numerose poesie, sia in arabo che in berbero (la sua prima composizione venne pubblicata sul quotidiano Al-Bayane nel 1979), e interviene spesso in manifestazioni dedicate alla poesia sia in Marocco che all'estero. Dal 1984 guida come raïs una compagnia di danza ahouache, forma di spettacolo musicale basato su tradizionali e antichissime gare di improvvisazioni poetiche fra due contendenti, esibendosi sia nella foresta della Maâmora (vicino a Rabat) sia nel suo villaggio (douar) natale Taourmit.
Sostenitore della causa berbera in ogni suo aspetto e di una visione moderna e laica della politica marocchina, ha difeso gli attivisti del Movimento culturale berbero dagli attacchi, anche violenti, avvenuti all'università di Agadir nella primavera del 2007 da parte degli "arabisti" estremizzanti appoggiati dal makhzen, la potente casta nobiliare vicina alla corte reale. Ha contribuito alla fondazione (Casablanca, 27 aprile 2009) dell'OADL, l'Osservatorio Amazigh dei Diritti e delle Libertà, entrando a far parte del suo comitato esecutivo come responsabile della comunicazione.
Il suo volume più recente, Siyasat tadbir achaân amazighi fi al-maghrib, presentato nei primi giorni del 2010, passa in rassegna l'evoluzione della questione berbera in Marocco negli ultimi dieci anni (2001-2010), sia a livello associativo sia a livello istituzionale, nonché a quello della società civile.

## Opere
- Al Amazighiya fi khitab lislam siyasi (1998)
- Rrays Said Achtouk, il poeta dell'amore e della donna, con Mohammed El Moustaoui (1998)
- Al-Bùd al-Fikri wa al-`Aqli li al-Tarjama al-Amazighiyya li al-Qu'ran (2002)
- Difa'a an Huwiyatina al-Lughawiya (2002)
- As'ilat Al-Thaqafa wa Al-Hawiyya fi Al-Maghrib Al-Mu'asir (2002)
- Afgan D Ulgmad D Insi (2005) (PDF).
- Izm D Wuccn D Tghyult (2005) (PDF).
- Siyasat tadbir achaân amazighi fi al-maghrib (2010)